# Mead Art Museum
Le Mead Art Museum est un musée qui abrite la collection d'œuvres d'art de l'Amherst College à Amherst, dans le Massachusetts. Ouvert en 1949, le bâtiment porte le nom de l'architecte William Rutherford Mead (promotion 1867), du cabinet d'architectes McKim, Mead & White. Sa femme, Olga Kilyeni Mead, a laissé toute sa succession au Amherst College. 
Le musée, membre de Museums10, est gratuit et ouvert au public.

## Collections
Le Mead détient la collection d'art de l'Amherst College, qui comprend :  
- Peintures américaines et européennes
- Collection d'art russe Thomas P. Whitney
- Céramique mexicaine
- Peintures sur rouleaux tibétains
- Salle de lambris anglais du XVIIe siècle
- Anciennes sculptures assyriennes
- Sculpture ouest-africaine
- Estampes japonaises

Le Mead Art Museum possède une vaste collection d'environ 19 000 objets.

## Points d'intérêt

### Reliefs assyriens
En 1857, Amherst College a acquis des panneaux du palais d'Ashurnasirpal II à Nimrud. Dans le palais construit vers 879 avant notre ère, les murs des salles de cérémonie et des couloirs étaient décorés de reliefs monumentaux. Le roi Assurnasirpal II est représenté dans le panneau central vêtu d'une robe à franges et d'une coiffe royale. Dans sa main droite, il porte une coupe peu profonde servant à verser des offrandes aux dieux, et dans sa main gauche il tient son arc, symbole de sa bravoure et de sa puissance militaire. Le panneau central est flanqué de panneaux représentant des esprits protecteurs ailés appelés génies ou apkallu.

### Salle Rotherwas
La salle Rotherwas est une salle de style jacobéen anglais actuellement au Mead Art Museum, à Amherst College.  
Elle était installée à l'origine dans le domaine de la famille Bodenham appelé Rotherwas Court, dans le Herefordshire, en Angleterre, dans le cadre de la country house où vivait la famille. La demeure a été commandée par Sir Roger Bodenham quelque temps après 1600 et achevée en 1611. Certains des aspects les plus importants de la pièce comprennent une cheminée en chêne sculpté et des panneaux muraux en noyer. La salle fonctionnait à l'origine comme un salon, où les familles dînaient en privé ou divertissaient les invités de manière informelle.